# Mest besøgte museer i Holland
Dette er en liste over de mest besøgte museer i Holland som indeholder museer i Holland med mere end 250.000 besøgende om året. 13 museer ligger i landets hovedstad, Amsterdam.
| Rang | Museum                        | By               | Besøgstal | År   |
| ---- | ----------------------------- | ---------------- | --------- | ---- |
| 1    | Van Gogh-museet               | Amsterdam        | 2.260.000 | 2017 |
| 2    | Zaanse Schans                 | Zaandam          | 2.200.000 | 2017 |
| 3    | Rijksmuseum                   | Amsterdam        | 2.160.000 | 2017 |
| 4    | Anne Franks hus               | Amsterdam        | 1.266.000 | 2017 |
| 5    | Eye Filmmuseum                | Amsterdam        | 751.100   | 2017 |
| 6    | Stedelijk Museum              | Amsterdam        | 680.000   | 2017 |
| 7    | Sexmuseum Amsterdam           | Amsterdam        | 675.000   | 2015 |
| 8    | NEMO Videnskabsmuseum         | Amsterdam        | 670.000   | 2017 |
| 9    | Kunstmuseum Den Haag          | The Hague        | 560.000   | 2016 |
| 10   | Hollands frilandsmuseum       | Arnhem           | 532.000   | 2016 |
| 11   | Noordbrabants Museum          | 's-Hertogenbosch | 510.000   | 2016 |
| 12   | Hermitage Amsterdam           | Amsterdam        | 503.000   | 2017 |
| 13   | Amsterdam Museum              | Amsterdam        | 475,000   | 2017 |
| 14   | Het Spoorwegmuseum            | Utrecht          | 424.000   | 2016 |
| 15   | Mauritshuis                   | The Hague        | 410.000   | 2016 |
| 16   | Naturalis Biodiversity Center | Leiden           | 400.000   | 2016 |
| 17   | Moco Museum                   | Amsterdam        | 400.000   | 2017 |
| 18   | Joods Cultureel Kwartier      | Amsterdam        | 370.000   | 2016 |
| 19   | Paleis Het Loo                | Apeldoorn        | 356.386   | 2015 |
| 20   | Het Scheepvaartmuseum         | Amsterdam        | 348.000   | 2017 |
| 21   | Kröller-Müller Museum         | Otterlo          | 345.000   | 2016 |
| 22   | Groninger Museum              | Groningen        | 290.000   | 2016 |
| 23   | Centraal Museum               | Utrecht          | 290.000   | 2016 |
| 24   | Museum de Fundatie            | Zwolle           | 285.000   | 2016 |
| 25   | Museum Boijmans Van Beuningen | Rotterdam        | 280.000   | 2016 |
| 26   | Kasteel de Haar               | Utrecht          | 280.000   | 2017 |
| 27   | Rembrandt-museet              | Amsterdam        | 265.000   | 2017 |
| 28   | Kongeslottet i Amsterdam      | Amsterdam        | 258.000   | 2017 |